# California Child Actor's Bill
Le California Child Actor's Bill (également appelé Coogan Act ou Coogan Bill) est une loi californienne relative au travail des enfants acteur. Elle vise à protéger une partie des sommes qu'ils gagnent jusqu'à leur majorité.

## Origine
À l'origine, le projet de loi est adopté en 1939 par l'État de Californie en réponse à la situation de Jackie Coogan. La vedette du film Le Kid, qui gagne des millions de dollars enfant, découvre, ayant atteint l'âge adulte, que ses parents ont dépensé la quasi-totalité de son argent. La loi est révisée plusieurs fois, la dernière version datant du 1er janvier 2004.

## Loi actuelle
La loi oblige l'employeur à verser une partie du salaire du mineur sur un compte d'épargne. Elle précise également que la totalité des sommes gagnées par l'enfant lui appartient, et que leur utilisation par ses parents, si elle n'est pas autorisée par l'enfant, est, légalement, du vol. 

## Pour aller plus loin